# Okres Mižhirja
Okres Mižhirja, též Mižhirský rajón (ukrajinsky Міжгірський район, Mižhirskyj rajon) byl mezi lety 1947–2020 správní jednotkou na úrovni okresu v Zakarpatské oblasti na Ukrajině. Za první republiky v letech 1927 až 1937 se nazýval okres Volové.
Okres zanikl v červenci 2020 při administrativně-teritoriální reformě, která snížila počet okresů oblasti ze 13 na 6. Celé jeho území se stalo součástí okresu Chust. Hornatý rajón s rozlohou 1 166 km² obývalo v roce 2012 přibližně 48 200 obyvatel, žijících v 1 městě a 43 vesnicích. Centrem okresu bylo sídlo městského typu Mižhirja (hist. Volové).